# M
A letra M (ême) é a décima terceira letra do alfabeto latino. No alfabeto português tradicional, de 23 letras, o M é a décima segunda letra.

## História da letra
| n |

| n |

Como a maioria das letras latinas, o ⟨m⟩ veio do alfabeto fenício, de letra mem.
A letra fenícia, por sua vez, veio da  escrita protossinaítica, que adotou
o hieroglifo egípcio representando água. Esse hieroglifo representava também a consoante /n/, a partir da palavra egípcia para água, nt. A adoção dessa letra como consoante  /m/ supostamente também vem da mesma associação, a partir da palavra proto-semítica para água, *mā(y)-.
A letra fenícia mem deu origem também ao "mi" do alfabeto grego (Μ μ) e, através do grego, o м do alfabeto cirílico.

## Uso e valor fonético
A letra ⟨m⟩ é usada, tanto no alfabeto latino quanto no alfabeto fonético internacional para representar a consoante nasal bilabial.
Na escrita da língua portuguesa, a letra M é a nona letra mais frequente, correspondendo a 5% das letras em um texto típico.

## Significados
- Com valor numérico, M representa o número 1000 em algarismos romanos. Esse uso, contudo, não existia entre os romanos antigos; há alguma evidência de que essa letra teria sido introduzida pelos romanos nos primeiros séculos da Era Comum.[3]
- Como unidade de medida, m é o símbolo de metro, unidade SI de comprimento;
- Como prefixo métrico, m (minúsculo) é usado antes de qualquer unidade SI com o significado de "mili", ou seja, a milésima parte da unidade; enquanto isso, M (maiúsculo) significa "mega", ou seja, um milhão de vezes a unidade. Exemplos: "ms" (milissegundo) = 0,001s; MΩ (megohm) = 1.000.000Ω;
- Enquanto símbolo de gênero, M é usado para representar masculino, em oposição a F, para feminino;
- Em tipografia, o traço eme ou travessão recebe esse nome por ser um traço horizontal com a mesma largura que a letra maiúscula M;
- M é o nome código da chefe de James Bond no serviço secreto britânico na cinessérie 007;